# Travail émotionnel
Le travail émotionnel est l'énergie et le temps passé à gérer les sentiments (de soi-même ou d'autrui) pour préserver le décorum, conserver une apparence de normalité et garantir la continuité du service. Ce travail vise à répondre aux attentes sociales. Il peut être mis en œuvre au travail, par exemple lorsque l'on gère les angoisses de collègues ou les frustrations de clients, ou dans la sphère privée, par exemple lorsqu'un membre du couple s'occupe presque exclusivement des emplois du temps des enfants, des courses, du ménage, et plus généralement de la gestion du foyer, pour le confort de son partenaire qui n'a ainsi pas à s'en inquiéter. 
Le travail émotionnel comprend l'analyse et la prise de décision des sentiments affichés, qu'ils soient ou non en accord avec les sentiments ressentis, pour obtenir un résultat précis (par exemple la coopération plus grande d'un collègue, l'apaisement d'un client ou la satisfaction du partenaire intime). Cette régulation continue des sentiments peut aboutir à une répression systématique des émotions et nuire à la qualité de vie des personnes concernées. 
Le travail émotionnel a d'abord été étudié dans le cadre professionnel, au travail. Les rôles qui ont été identifiés comme nécessitant un travail émotionnel comprennent ceux impliqués dans l'administration publique, l'espionnage, le droit, les soins aux enfants, les soins médicaux, le travail social ; la plupart des rôles dans un service d'accueil et de restauration ; et des emplois dans les médias. L'économie évoluant d'une économie manufacturière à une économie de services, un nombre croissant de travailleurs, dans divers domaines professionnels, sont appelés à gérer leurs émotions en fonction des demandes des employeurs.
Le terme a ensuite été appliqué pour désigner le travail non rémunéré qui est attendu sur le plan interpersonnel, comme une femme s'occupant d'organiser des événements de vacances ou une personne aidant un ami à résoudre ses problèmes. Lorsque cette notion concerne la gestion du ménage, le terme recouvre également la charge mentale, plus souvent (mais pas exclusivement) portée par les femmes et source d'inégalités. Plus spécifiquement dans le cas de groupes opprimés, on parle de travail émotionnel lorsqu'une personne doit, pour s'intégrer à un groupe ou travailler dans une société, continuellement altérer l'expression de ses émotions (réprimer sa colère, son sentiment d'injustice...).